# Принцип неопределённости
Принцип неопределённости Гейзенбе́рга в квантовой механике — фундаментальное соображение (соотношение неопределённостей), устанавливающее предел точности одновременного определения пары характеризующих систему квантовых наблюдаемых, описываемых некоммутирующими операторами (например, координаты и импульса, тока и напряжения, электрического и магнитного полей). 
Более доступно он звучит так: чем точнее измеряется одна характеристика частицы, тем менее точно можно измерить вторую. Соотношение неопределённостей задаёт нижний предел для произведения среднеквадратичных отклонений пары квантовых наблюдаемых. Принцип неопределённости, открытый Вернером Гейзенбергом в 1927 г., является одним из краеугольных камней физической квантовой механики. Является следствием принципа корпускулярно-волнового дуализма.

## Краткий обзор
Соотношения неопределённостей Гейзенберга являются теоретическим пределом точности одновременных измерений двух некоммутирующих операторов наблюдаемых величин. Они справедливы как для идеальных измерений, иногда называемых измерениями фон Неймана, так и для неидеальных измерений.
Согласно принципу неопределённости, у частицы не могут быть одновременно точно измерены положение и скорость (импульс). Принцип неопределённости уже в виде, первоначально предложенном Гейзенбергом, применим и в случае, когда не реализуется ни одна из двух крайних ситуаций (полностью определённый импульс и полностью неопределённая пространственная координата или полностью неопределённый импульс и полностью определённая координата).
Пример: частица с определённым значением энергии, находящаяся в коробке с идеально отражающими стенками; она не характеризуется ни определённым значением импульса (учитывая его направление!), ни каким-либо определённым «положением» или пространственной координатой (волновая функция частицы делокализована в пределах всего пространства коробки, то есть её координаты не имеют определённого значения, локализация частицы осуществлена не точнее размеров коробки).
Соотношения неопределённостей не ограничивают точность однократного измерения любой величины (для многомерных величин тут подразумевается в общем случае только одна компонента). Если её оператор коммутирует сам с собой в разные моменты времени, то не ограничена точность и многократного (или непрерывного) измерения одной величины. Например, соотношение неопределённостей для свободной частицы не препятствует точному измерению её импульса, но не позволяет точно измерить её координату (это ограничение называется стандартный квантовый предел для координаты).
Соотношение неопределённостей в квантовой механике в математическом смысле есть прямое следствие некоего свойства преобразования Фурье.
Существует точная количественная аналогия между соотношениями неопределённости Гейзенберга и свойствами волн или сигналов. Рассмотрим переменный во времени сигнал, например, звуковую волну. Бессмысленно говорить о частотном спектре сигнала в какой-либо момент времени. Для точного определения частоты необходимо наблюдать за сигналом в течение некоторого времени, таким образом теряя точность определения времени. Другими словами, звук не может одновременно иметь и точное значение времени его фиксации, как его имеет очень короткий импульс, и точного значения частоты, как это имеет место для непрерывного (и в принципе бесконечно длительного) чистого тона (чистой синусоиды). Временно́е положение и частота волны математически полностью аналогичны координате и квантово-механическому импульсу частицы. Что совсем не удивительно, если вспомнить, что {\displaystyle p_{x}=\hbar k_{x},} то есть импульс в квантовой механике, — это и есть пространственная частота вдоль соответствующей координаты.
В повседневной жизни, наблюдая макроскопические объекты или микрочастицы, перемещающиеся в макроскопических областях пространства, мы обычно не замечаем квантовую неопределённость потому, что значение {\displaystyle \hbar } чрезвычайно мало, поэтому являющиеся следствием соотношений неопределённости эффекты настолько ничтожны, что не улавливаются измерительными приборами или органами чувств.

## Определение
Если имеется несколько (много) идентичных копий системы в данном состоянии, то измеренные значения координаты и импульса будут подчиняться определённому распределению вероятности — это фундаментальный постулат квантовой механики. Измеряя величину среднеквадратического отклонения {\displaystyle \Delta x} координаты и среднеквадратического отклонения {\displaystyle \Delta p_{x}} проекции импульса, мы найдём, что
{\displaystyle \Delta x\Delta p_{x}\geqslant \hbar /2},
где ħ — приведённая постоянная Планка.
Отметим, что это неравенство даёт несколько возможностей — в нерелятивистской физике состояние может быть таким, что {\displaystyle x} может быть измерен со сколь угодно большой точностью, но тогда {\displaystyle p} будет известен только приблизительно; или, наоборот, {\displaystyle p} может быть определён со сколь угодно большой точностью, в то время как {\displaystyle x} — нет. Во всех же других состояниях и {\displaystyle x}, и {\displaystyle p} могут быть измерены с «разумной» (но не произвольно высокой) точностью.
В релятивистской физике в системе отсчёта, покоящейся относительно микрообъекта, существует минимальная погрешность измерения его координат {\displaystyle \Delta q\sim {\frac {\hbar }{mc}}}. Этой погрешности отвечает неопределённость импульса {\displaystyle \Delta p\sim mc}, соответствующая минимальной пороговой энергии для образования пары частица-античастица, в результате чего сам процесс измерения теряет смысл.
В системе отсчёта, относительно которой микрообъект движется с энергией {\displaystyle \epsilon }, минимальная погрешность измерения его координат {\displaystyle \Delta q\sim {\frac {\hbar c}{\epsilon }}}. В предельном случае ультрарелятивистских энергий энергия связана с импульсом соотношением {\displaystyle \epsilon =cp} и {\displaystyle \Delta q\sim {\frac {\hbar }{p}}}, то есть погрешность измерения координаты совпадает с де-бройлевской длиной волны микрообъекта.

## Когда достигается равенство
Равенство в соотношении неопределённостей достигается тогда и только тогда, когда форма представления вектора состояния системы в координатном представлении совпадает с формой его представления в импульсном представлении (не меняется при преобразовании Фурье).

## Варианты и примеры

### Обобщённый принцип неопределённости
Принцип неопределённости не относится только к координате и импульсу (как он был впервые предложен Гейзенбергом). В своей общей форме он применим к каждой паре сопряжённых переменных. В общем случае, и в отличие от случая координаты и импульса, обсуждённого выше, нижняя граница произведения «неопределённостей» двух сопряжённых переменных зависит от состояния системы. Принцип неопределённости становится тогда теоремой в теории операторов, которая будет приведена далее.
Теорема. Для любых самосопряжённых операторов: {\displaystyle A\colon H\to H} и {\displaystyle B\colon H\to H}, и любого элемента {\displaystyle x} из {\displaystyle H}, такого, что {\displaystyle ABx} и {\displaystyle BAx} оба определены (то есть, в частности, {\displaystyle Ax} и {\displaystyle Bx} также определены), имеем:
{\displaystyle \langle x|AB|x\rangle \langle x|BA|x\rangle =\left|\langle Bx|Ax\rangle \right|^{2}\leqslant \left|\langle Ax|Ax\rangle \right|\left|\langle Bx|Bx\rangle \right|=\|Ax\|^{2}\|Bx\|^{2}}
Это прямое следствие неравенства Коши — Буняковского.
Следовательно, верна следующая общая форма принципа неопределённости, впервые выведенная в 1930 году Говардом Перси Робертсоном и (независимо) Эрвином Шрёдингером:
{\displaystyle {\frac {1}{4}}|\langle x|AB-BA|x\rangle |^{2}\leqslant \|Ax\|^{2}\|Bx\|^{2}.}
Это неравенство называют соотношением Робертсона — Шрёдингера.
Оператор {\displaystyle AB-BA} называют коммутатором {\displaystyle A} и {\displaystyle B} и обозначают как {\displaystyle [A,B]}. Он определён для тех {\displaystyle x}, для которых определены оба {\displaystyle ABx} и {\displaystyle BAx}.
Из соотношения Робертсона — Шрёдингера немедленно следует соотношение неопределённости Гейзенберга:
Предположим, {\displaystyle A} и {\displaystyle B} — две физические величины, которые связаны с самосопряжёнными операторами. Если {\displaystyle AB\psi } и {\displaystyle BA\psi } определены, тогда:
{\displaystyle \Delta _{\psi }A\,\Delta _{\psi }B\geqslant {\frac {1}{2}}\left|\left\langle \left[A,{B}\right]\right\rangle _{\psi }\right|},
где:
{\displaystyle \left\langle X\right\rangle _{\psi }=\left\langle \psi |X|\psi \right\rangle }
— среднее значение оператора величины {\displaystyle X} в состоянии {\displaystyle \psi } системы, и
{\displaystyle \Delta _{\psi }X={\sqrt {\langle {X}^{2}\rangle _{\psi }-\langle {X}\rangle _{\psi }^{2}}}}
— оператор стандартного отклонения величины {\displaystyle X} в состоянии {\displaystyle \psi } системы.
Приведённые выше определения среднего и стандартного отклонения формально определены исключительно в терминах теории операторов. Утверждение становится, однако, более значащим, как только мы заметим, что они являются фактически средним и стандартным отклонением измеренного распределения значений. См. квантовая статистическая механика.
То же самое может быть сделано не только для пары сопряжённых операторов (например, координаты и импульса, или продолжительности и энергии), но вообще для любой пары эрмитовых операторов. Существует отношение неопределённости между напряжённостью поля и числом частиц, которое приводит к явлению виртуальных частиц.
Возможно также существование двух некоммутирующих самосопряжённых операторов {\displaystyle A} и {\displaystyle B}, которые имеют один и тот же собственный вектор {\displaystyle \psi }. В этом случае {\displaystyle \psi } представляет собой чистое состояние, являющееся одновременно измеримым для {\displaystyle A} и {\displaystyle B}.

### Общие наблюдаемые переменные, которые подчиняются принципу неопределённости
Предыдущие математические результаты показывают, как найти соотношения неопределённостей между физическими переменными, а именно определить значения пар переменных {\displaystyle A} и {\displaystyle B}, коммутатор которых имеет определённые аналитические свойства.
- самое известное отношение неопределённости — между координатой и импульсом частицы в пространстве:

{\displaystyle \Delta x_{i}\Delta p_{i}\geqslant {\frac {\hbar }{2}}}
Из принципа неопределённости между импульсом и координатой следует, что чем меньше исследуемые расстояния, тем большей энергией должны обладать элементарные частицы. В ультрарелятивистской области ({\displaystyle p\gg Mc}) энергия {\displaystyle E} пропорциональна импульсу {\displaystyle p}: {\displaystyle E=cp} и соотношение неопределённости для энергии и координаты принимает вид {\displaystyle \Delta E\Delta x\geqslant c{\frac {\hbar }{2}}}, так что {\displaystyle \Delta E\geqslant {\frac {10^{-14}}{\Delta x}}}, где {\displaystyle \Delta E} выражено в ГэВ, а {\displaystyle \Delta x} в см. Этим соотношением определяется энергия элементарных частиц, необходимая для достижения заданных малых расстояний между ними. Для сближения элементарных частиц на расстояния {\displaystyle 10^{-14}} см и меньше нужно сообщить им энергию, большую {\displaystyle 1} ГэВ.
- отношение неопределённости между двумя ортогональными компонентами оператора полного углового момента частицы:

{\displaystyle \Delta J_{i}\Delta J_{j}\geqslant {\frac {\hbar }{2}}\left|\left\langle J_{k}\right\rangle \right|}
где {\displaystyle i,} {\displaystyle j,} {\displaystyle k} различны и {\displaystyle J_{i}} обозначает угловой момент вдоль оси {\displaystyle x_{i}}.
- следующее отношение неопределённости между энергией и временем часто представляется в учебниках физики, хотя его интерпретация требует осторожности, так как не существует оператора, представляющего время:

{\displaystyle \Delta E\Delta t\geqslant {\frac {\hbar }{2}}}
Это соотношение можно понимать одним из трёх возможных способов:
1. {\displaystyle \Delta E} — неопределённость энергии состояния микрообъекта, пребывающего в этом состоянии время {\displaystyle \Delta t}.
2. {\displaystyle \Delta E} — неопределённость энергии микрообъекта в некотором процессе длительностью {\displaystyle \Delta t}.
3. {\displaystyle \Delta E} — максимальная точность определения энергии квантовой системы, достижимая путём процесса измерения, длящегося время {\displaystyle \Delta t}.

Единого мнения о выводимости этого соотношения из остальных аксиом квантовой механики нет.
- Соотношение неопределённости между числом фотонов и фазой волны. Рассмотрим монохроматическое электромагнитное излучение в некотором объёме. С корпускулярной точки зрения оно представляет собой коллектив {\displaystyle N} фотонов с энергией каждого фотона {\displaystyle \hbar \omega }. С волновой точки зрения — классическую волну с фазой {\displaystyle \Phi =\omega t}. Корпускулярная {\displaystyle N} и волновая {\displaystyle \Phi } величины связаны соотношением неопределённостей:

{\displaystyle \Delta N\Delta \Phi \geqslant 1}
Это соотношение следует из соотношения неопределённостей для энергии и времени. Для измерения энергии любого квантового объекта с точностью {\displaystyle \Delta E} надо затратить время {\displaystyle \Delta t\geqslant {\frac {\hbar }{\Delta E}}}. Неопределённость энергии коллектива фотонов {\displaystyle \Delta E=\hbar \omega \Delta N}, где {\displaystyle \Delta N} -
неопределённость числа фотонов. Чтобы её измерить, необходимо время {\displaystyle \Delta t\geqslant {\frac {\hbar }{\hbar \omega \Delta N}}}. За это время изменение фазы волны {\displaystyle \Delta \Phi =\omega \Delta t}. Получаем {\displaystyle \Delta \Phi \geqslant {\frac {1}{\Delta N}}}.
- Соотношение неопределенностей между гравитационным радиусом и радиальной координатой частицы: {\displaystyle \Delta r_{g}\Delta r\geqslant \ell _{P}^{2}},

где {\displaystyle r_{g}} — гравитационный радиус, {\displaystyle r} — радиальная координата, {\displaystyle \ell _{P}} — планковская длина, которое является другой формой соотношения неопределенностей Гейзенберга между импульсом и координатой применительно к планковскому масштабу. Действительно, это соотношение можно написать в следующем виде: {\displaystyle \Delta (2Gm/c^{2})\Delta r\geqslant G\hbar /c^{3}}, где {\displaystyle G} — гравитационная постоянная, {\displaystyle m} — масса тела, {\displaystyle c} — скорость света, {\displaystyle \hbar } — постоянная Дирака. Сокращая слева и справа одинаковые константы, приходим к соотношению неопределенностей Гейзенберга {\displaystyle \Delta (mc)\Delta r\geqslant \hbar /2}. Установленное соотношение неопределенностей предсказывает появление виртуальных черных дыр и червоточин (квантовой пены) на планковском масштабе.
- Соотношение неопределённостей диссипация — время. Связывает скорость производства энтропии в неравновесной стохастической системе {\displaystyle \langle {\dot {S}}_{e}\rangle } со средним временем завершения процесса эволюции этой системы {\displaystyle {\mathfrak {T}}}:[13]

{\displaystyle \langle {\dot {S}}_{e}\rangle {\mathfrak {T}}\geq k_{B}}
Было экспериментально проверено.
- Следует подчеркнуть, что для выполнения условий теоремы необходимо, чтобы оба самосопряжённых оператора были определены на одном и том же множестве функций. Примером пары операторов, для которых это условие нарушается, может служить оператор проекции углового момента {\displaystyle L_{z}} и оператор азимутального угла {\displaystyle \varphi }. Первый из них является самосопряжённым только на множестве {\displaystyle 2\pi }-периодичных функций, в то время как оператор {\displaystyle \varphi } очевидно выводит из этого множества. Для решения возникшей проблемы вместо {\displaystyle \varphi } можно взять {\displaystyle \sin \varphi }, что приведёт к следующей форме принципа неопределённости[** 1]:

{\displaystyle \langle (\Delta L_{z})^{2}\rangle \langle (\Delta \sin \varphi )^{2}\rangle \geqslant {\frac {\hbar ^{2}}{4}}\langle (\cos \varphi )^{2}\rangle }.
Однако при {\displaystyle \langle (\varphi )^{2}\rangle \ll \pi ^{2}} условие периодичности несущественно, и принцип неопределённости принимает привычный вид:
{\displaystyle \langle (\Delta L_{z})^{2}\rangle \langle (\Delta \varphi )^{2}\rangle \geqslant {\frac {\hbar ^{2}}{4}}}.

### Замечание
Для трёхмерного осциллятора принцип неопределённости принимает вид:
{\displaystyle \langle \Delta L_{z}\rangle {\frac {\langle \Delta \varphi \rangle }{(1-{\frac {3(\langle \Delta \varphi \rangle )^{2}}{\pi ^{2}}})}}\geqslant {\frac {\hbar }{2}}},
а для оператора числа частиц {\displaystyle n} и угла {\displaystyle \varphi } вид:
{\displaystyle {\frac {[(\langle \Delta n\rangle )^{2}+(\langle n\rangle +{\frac {1}{2}})^{2}]^{\frac {1}{2}}\langle \Delta \varphi \rangle }{(1-{\frac {3(\langle \Delta \varphi \rangle )^{2}}{\pi ^{2}}})}}\geqslant {\frac {\hbar }{2}}}.
(см. А. И. Базь, Я. Б. Зельдович, А. М. Переломов. Рассеяние, реакции и распады
в нерелятивистской квантовой механике. 2-е изд., М., Наука, 1971. С. 58-59.)

### Вывод в квантовой теории оценивания
Принцип неопределённости координата-импульс альтернативно выводится как оценка максимального правдоподобия в квантовой теории оценивания.
Принцип неопределённости время-энергия альтернативно выводится как выражение квантового неравенства Крамера — Рао в квантовой теории оценивания, в случае когда измеряется положение частицы.

## Интерпретации
Альберту Эйнштейну принцип неопределённости не очень понравился и он бросил вызов Нильсу Бору и Вернеру Гейзенбергу известным мысленным экспериментом (См. Дискуссия Бора и Эйнштейна): заполним коробку радиоактивным материалом, который испускает радиацию случайным образом. Коробка имеет открытый затвор, который немедленно после заполнения закрывается при помощи часов в определённый момент времени, позволяя уйти небольшому количеству радиации. Таким образом, время уже точно известно. Мы всё ещё хотим точно измерить сопряжённую переменную энергии. Эйнштейн предложил сделать это, взвешивая коробку до и после. Эквивалентность между массой и энергией по специальной теории относительности позволит точно определить, сколько энергии осталось в коробке. Бор возразил следующим образом: если энергия уйдёт, тогда полегчавшая коробка сдвинется немного на весах. Это изменит положение часов. Таким образом часы отклоняются от нашей неподвижной системы отсчёта, и по специальной теории относительности, их измерение времени будет отличаться от нашего, приводя к некоторому неизбежному значению ошибки. Детальный анализ показывает, что неточность правильно даётся соотношением Гейзенберга.
В пределах широко, но не универсально принятой копенгагенской интерпретации квантовой механики принцип неопределённости принят на элементарном уровне. Физическая вселенная существует не в детерминистичной форме, а скорее как набор вероятностей или возможностей. Например, картина (распределение вероятности), произведённая миллионами фотонов, дифрагирующими через щель, может быть вычислена при помощи квантовой механики, но точный путь каждого фотона не может быть предсказан никаким известным методом. Копенгагенская интерпретация считает, что это не может быть предсказано вообще никаким методом.
Именно эту интерпретацию Эйнштейн подвергал сомнению, когда писал Максу Борну: «Бог не играет в кости». Нильс Бор, который был одним из авторов Копенгагенской интерпретации, ответил: «Эйнштейн, не говорите Богу, что делать».
Эйнштейн был убеждён, что эта интерпретация была ошибочной. Его рассуждение основывалось на том, что все уже известные распределения вероятности являлись результатом детерминированных событий. Распределение подбрасываемой монеты или катящейся кости может быть описано распределением вероятности (50 % орёл, 50 % решка). Но это не означает, что их физические движения непредсказуемы. Обычная механика может вычислить точно, как каждая монета приземлится, если силы, действующие на неё, будут известны, а орлы/решки будут всё ещё распределяться случайно (при случайных начальных силах).
Эйнштейн предполагал, что в квантовой механике существуют скрытые переменные, которые лежат в основе наблюдаемых вероятностей.
Ни Эйнштейн, ни кто-либо ещё с тех пор не смог построить удовлетворительную теорию скрытых переменных, и неравенство Белла иллюстрирует некоторые очень тернистые пути в попытке сделать это. Хотя поведение индивидуальной частицы случайно, оно также скоррелировано с поведением других частиц. Поэтому, если принцип неопределённости — результат некоторого детерминированного процесса, то получается, что частицы на больших расстояниях должны немедленно передавать информацию друг другу, чтобы гарантировать корреляции в своём поведении.

## Принцип неопределённости в популярной литературе
Принцип неопределённости часто неправильно понимается или приводится в популярной прессе. Одна частая неправильная формулировка состоит в том, что наблюдение события изменяет само событие. Вообще говоря, это не имеет отношения к принципу неопределённости. Почти любой линейный оператор изменяет вектор, на котором он действует (то есть почти любое наблюдение изменяет состояние), но для коммутативных операторов никаких ограничений на возможный разброс значений нет (см. выше). Например, проекции импульса на оси {\displaystyle x} и {\displaystyle y} можно измерить вместе сколь угодно точно, хотя каждое измерение изменяет состояние системы. Кроме того, в принципе неопределённости речь идёт о параллельном измерении величин для нескольких систем, находящихся в одном состоянии, а не о последовательных взаимодействиях с одной и той же системой.
Другие (также вводящие в заблуждение) аналогии с макроскопическими эффектами были предложены для объяснения принципа неопределённости: одна из них рассматривает придавливание арбузного семечка пальцем. Эффект известен — нельзя предсказать, как быстро или куда семечко исчезнет. Этот случайный результат базируется полностью на хаотичности, которую можно объяснить в простых классических терминах.
В некоторых научно-фантастических рассказах устройство для преодоления принципа неопределённости называют компенсатором Гейзенберга, наиболее известное используется на звездолёте «Энтерпрайз» из фантастического телесериала «Звёздный Путь» в телепортаторе. Однако неизвестно, что означает «преодоление принципа неопределённости». На одной из пресс-конференций продюсера сериала Джина Родденберри спросили «Как работает компенсатор Гейзенберга?», на что он ответил «Спасибо, хорошо!»
В романе «Дюна» Фрэнка Герберта (Книга II, глава 10): «Предвидение, понял он, было озарением, но таким, которое воздействовало на то, что оно же и озаряло. Источник сразу и точной информации, и ошибок в ней. Вмешивалось что-то вроде принципа неопределённости Гейзенберга: для восприятия картины грядущего требовалась какая-то проникающая туда энергия, а эта энергия воздействовала на само грядущее и изменяла его.»

### Научный юмор
Необычная природа принципа неопределённости Гейзенберга и его запоминающееся название сделали его источником ряда шуток. Утверждают, что популярной надписью на стенах физического факультета университетских городков является: «Здесь, возможно, был Гейзенберг».
В другой шутке о принципе неопределённости специалиста по квантовой физике останавливает на шоссе полицейский и спрашивает: «Вы знаете, как быстро вы ехали, сэр?» На что физик отвечает: «Нет, но я точно знаю, где я!».